# Vườn quốc gia núi Rinjani
Vườn quốc gia Núi Rinjani là một vườn quốc gia trên đảo Lombok thuộc tỉnh Tây Nusa Tenggara, Indonesia. Vườn quốc gia này có diện tích khoảng 41.330 hécta (102.100 mẫu Anh) và bao gồm các vùng núi. Nó được lấy theo tên của ngọn núi Rinjani (Gunung Rinjani), là ngọn núi lửa cao thứ ba của Indonesia với độ cao 3.726 mét (12.224 ft) nằm bên trong vườn quốc gia.

## Động thực vật
Vườn quốc gia này là nơi sinh sống của nhiều loài thực vật có nguy cơ tuyệt chủng như: Pterospermum, nhạc ngựa, sung kiêu, lát khét, Vanda, Usnea và Anaphalis.
Ngoài ra còn có nhiều loài động vật quý hiếm được bảo vệ trong vườn quốc gia này, bao gồm vẹt mào, khỉ Surili, nhím Sunda, mang Ấn Độ, nai nhỏ Indonesia.